# Indosaurus
Indosaurus là một chi khủng long, được von Huene & Matley mô tả khoa học năm 1933.